# Francisco de Serpa Saraiva
Francisco de Serpa Saraiva, 1.º Barão de São João de Areias, nasceu em 1781, na Guarita (freguesia de São João de Areias) e faleceu em 1850.

## Biografia
Francisco de Serpa Saraiva era filho de Bernardo de Serpa Saraiva Castelo Branco (da Guarita) e de Ana Violante de Sequeira Machado (de Tondela).
Nasceu a 7 de Outubro de 1781 no solar da Guarita, na capela do qual foi baptizado à pressa no dia do seu nascimento. Foi irmão dos Drs. Manuel de Serpa Machado e Bernardo de Serpa Machado.
Casou com Josefa Raimundo de Paiva, do Porto, de quem teve dois filhos: Maria Carlota, que morreu a 12 de Novembro de 1824 com 10 anos de idade e foi sepultada na capela do Solar, e Francisco Maria de Serpa, que nasceu a 6 de Fevereiro de 1829 e morreu com 19 anos, a 30 de Janeiro de 1849, sem deixar geração.
Faleceu a 2 de Fevereiro de 1850 e foi sepultado na mesma capela do solar, exibindo a sua pedra sepulcral as armas dos Serpas.

## Honras e cargos
O 1.º Barão de São João de Areias (que recebeu o título por decreto da rainha D. Maria II de 12 de Agosto de 1845) foi o sucessor dos vínculos dos seus pais e, entre outros cargos foi, como testemunha o seu epitáfio:
- Par do Reino (3 de Maio de 1842) e Grande do Reino (24 de Abril de 1845),
- Comendador da Ordem de Cristo (23 de Setembro de 1835),
- Presidente da Relação do Porto,
- Conselheiro Honorário do Supremo Tribunal de Justiça.